# Червона степова порода
Червона степова порода — порода великої рогатої худоби молочного напрямку, створена в Україні у 19 столітті шляхом складного схрещування місцевої худоби з іншими породами. Свою назву вона отримала 1939 року.

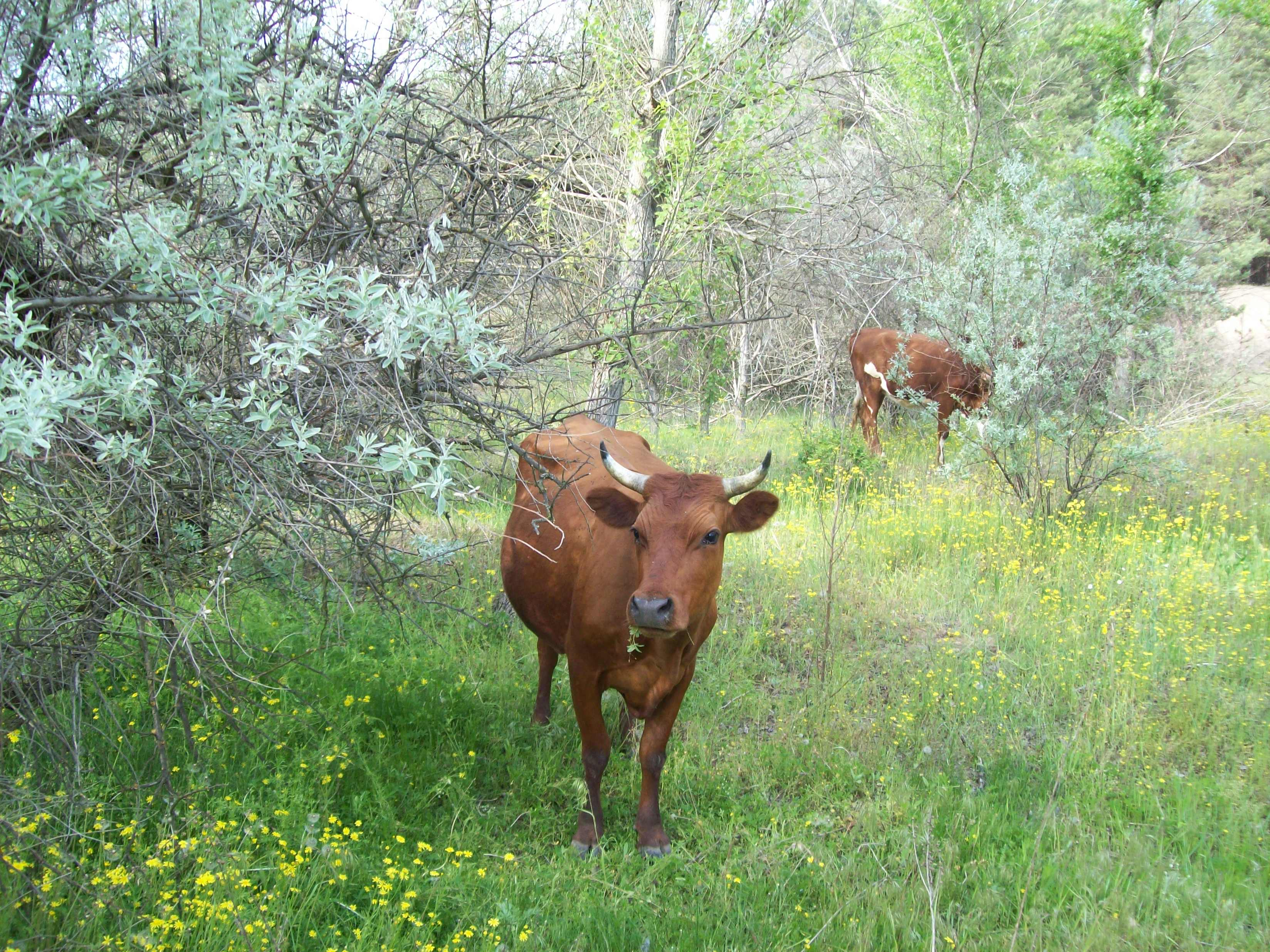
Корова породи Червона степова, Миколаїв

Схрещування розпочалося після велелюдного заселення наприкінці 18 — початку 19 століть південних областей України. Переселенці завозили сюди худобу різних порід: сіру українську, великоруську, червону остфрисландську та інші, їх схрещували між собою, з наступним добором за молочністю й червоною мастю. Згодом почали відбирати худобу червоної масті, як добре пристосовної до місцевих умов. Наприкінці 19 — початку 20 століть відбувалося повторне схрещування червоної остфрисландської породи з ангельнською (англерською), вільстермаршською, симентальською та іншими породами. Найбільший вплив при повторному схрещуванні мала ангельнська порода.

## Опис
Масть червона, трапляються тварини з білими плямами на нижній частині тулуба, голові, кінцівках. У бугаїв, як правило, масть темніша, ніж у корів. Зустрічаються тварини з білими плямами переважно на вим'ї, грудях і голові.
Конституція тварин червоної степової породи переважно ніжна, суха, кістяк легкий і міцний, живіт великий, об'ємистий, вим'я добре розвинуте, дійки середнього розміру.
Жива вага корів 450...550 кг, бугаїв — 700...1000 кг. Середньорічний надій становить 3000...3800 кг молока жирністю 3,7...3,8%, на племінних фермах — 4000...4600 кг, найбільший показник — 12 500 кг. М'ясна продуктивність червоної степової худоби невелика.
Тварини червоної степової породи витривалі, мають добру відтворювальну здатність та відзначаються довголіттям.

## Поширення
Червону степову породу тепер (2020-і) розводять у 9 південних областях України та зокрема в Криму. Виведено чотири внутрішньо-породних зональних типи: запорізький, донецький, кримський і дніпровський.
В Україні на неї приходиться третина корів молочних порід і вона посідає друге місце після чорно-рябої.